# FV601 サラディン
FV601 サラディン（FV601 Saladin）は、イギリス製の偵察を主目的とした装輪装甲車である。アルヴィス社によって製造され、1958年に就役した。主兵装は76mm砲で、最大装甲厚は32mmである。
航続距離は400km、最高公道速度はFV603 サラセンと同じ72km/hであった。エンジンはロールス・ロイス製の8気筒ガソリンエンジンで、出力は190馬力（119kW）だった。 車体の6輪はすべて駆動し、最初の4輪は操舵できる。このため、1つの車輪が故障しても車両の進行には支障がなかった。
この車両はキプロス、中東、アフリカなどで使用された。1980年代にはまだ部分的に運用されていた。
この車両の後継はアルミニウム装甲のFV101 スコーピオンである。
名称のサラディンとは、十字軍と戦った英雄「サラーフッディーン」のことである。

## 開発
第二次世界大戦の終結後、イギリス陸軍は旧式となったAEC装甲車に代わる新しい6輪の装輪装甲車の要求を出した。1947年に設計作業が開始され、アルヴィス社に試験用の試作車 2 両の製造契約が発注された。設計中に主砲が40mmから76mm砲に変更されることになったため、試作車であるFV601Aの完成は1953年まで遅れている。FV601Bの設計作業はクロスレイに下請けされ、クロスレイは6台の試作モデルを設計・製造した。FV601Cとそのバリエーションの生産は、コヴェントリーのアルヴィス工場で1972年まで続けられた。
FV601Dとして知られる特別なバリエーションは、法執行機関や国内治安目的のために開発された。このモデルは同軸機関銃がなく、異なるライトとスモークディスチャージャーを備えていた。
ドイツ連邦共和国はサラディン、特にFV601Dに興味を示した最初の国であった。生産が開始されると、オーストラリア、インドネシア、ガーナなどもこの車両に大量の注文を出した。 1960年代後半までに、イギリス陸軍は様々なイギリス連邦加盟国への軍事援助として、中古のサラディンを処分し始めていた。サラディンは輸出市場で良好な成績を収めたが、主要な競合相手であるフランスのAML装甲車ほど成功しなかった。
サラディンはサラセン装甲兵員輸送車、スタルワート高機動性積載車、サラマンダー消防車と多くの共通部品を共有した。

## 特徴
全周旋回式の砲塔には76.2mmL5A1砲を搭載していた。この武装は、当時の装甲車としては強力でT-54/55やT-62のような軽度の防御力しか持たない戦車なら粘着榴弾で有効打を与えられたため「ジャイアント・キラー（大物食い）」と呼ばれた。また、エンジンにはロールス・ロイス社製のB80 Mk.6A V型8気筒液冷ガソリンエンジンを搭載し、路上最大速度72 km/h、路上航続距離400 kmの機動力を発揮した。
生産は、1956年から1972年まで行われ多数の車両が輸出され、一部の国では現在も使用されている。サラディンは非常に堅牢な上に使い勝手も大変良いと兵士たちからの評判が良く、傑作と呼んでも差支えの無い装甲車であった。

## 運用国

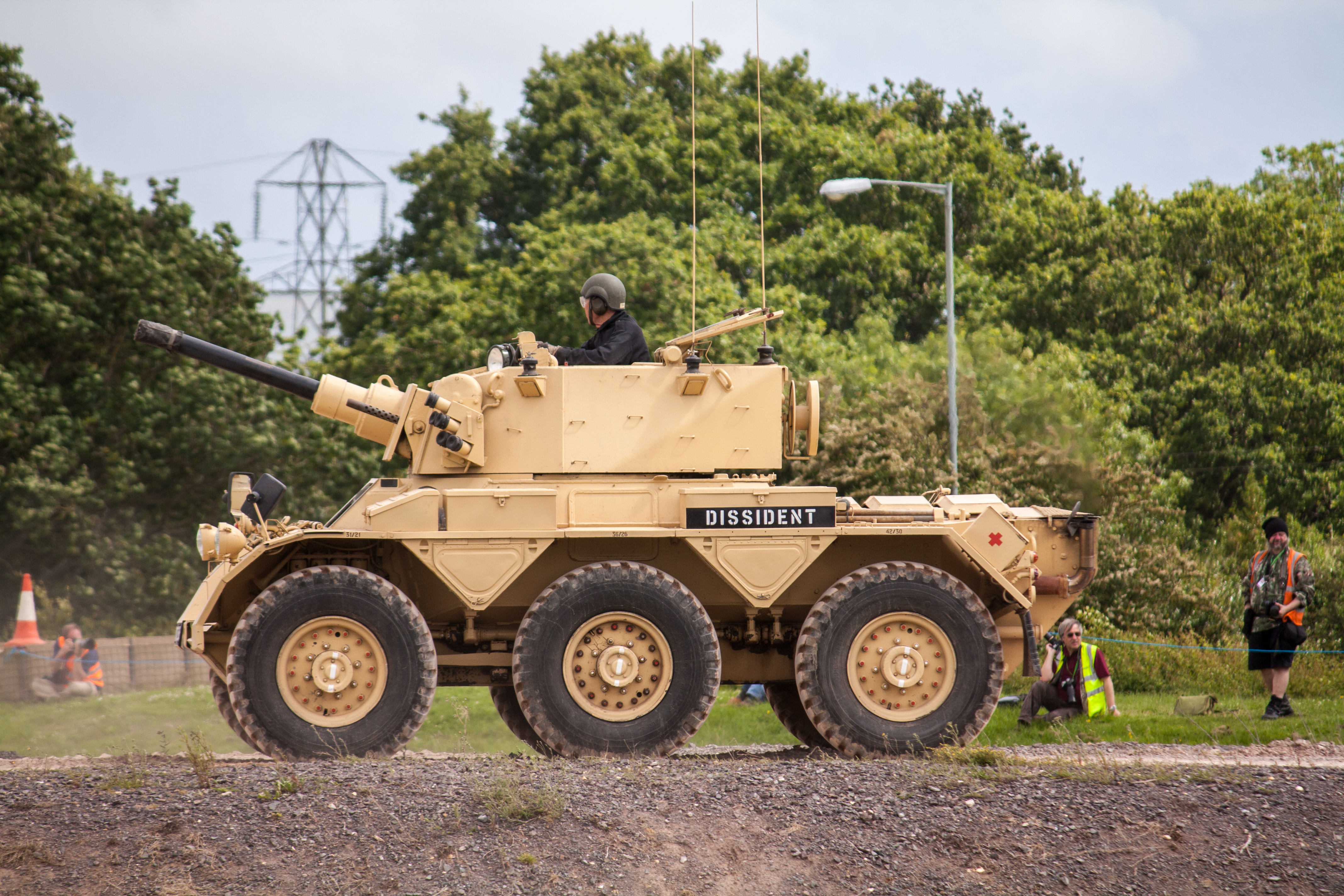
横から。2012年の民間イベントに登場した退役車輛

- オーストラリア
- ドイツ（連邦国境警備隊）
- ホンジュラス
- インドネシア
- ヨルダン
- クウェート
- レバノン
- モルディブ
- モーリタニア
- オマーン
- ポルトガル
- スリランカ
- スーダン
- チュニジア
- イギリス
- イエメン
- カタール